# Alcithoe ostenfeldi
Alcithoe ostenfeldi là một loài ốc biển kích thước rất lớn, là động vật thân mềm chân bụng sống ở biển trong họ Volutidae, họ ốc dừa.